# ArtRage
Artrage est un logiciel de peinture numérique créé par Ambient Design Ltd. Il est utilisable avec une tablette graphique ou une souris, il permet de reproduire les effets de certains outils naturels tels que la peinture à l'huile, l'aquarelle, le pastel ou le fusain.
Artrage existe en édition gratuite et en édition "pro" avec des fonctionnalités supplémentaires.
Il fonctionne sous MacOS, Windows, iOS (version pour iPad) et GNU/Linux via Wine.
Les fichiers créés grâce à ce logiciel possèdent l'extension ".ptg", cependant les images peuvent être exportées dans différents formats : PNG, JPEG, Psd, etc.
Il est parfois fourni avec les tablettes graphiques Wacom.